# René de Rooy
René André de Rooy (Paramaribo, 1 de octubre de 1917-Guadalajara, 17 de octubre de 1974) fue un escritor y poeta de Surinam/Antillas. Escribió bajo los pseudónimos Marcel de Bruin, Andrés Grimard y Julio Perrenal.

## Biografía
De Rooy trabajó como maestro de inglés y español en las Antillas, Surinam y México. Debutó en 1940 en las Antillas como poeta en la revista De stoep en 1940 y realizó contribuciones importantes a la vida cultural de Curaçao, en particular aportes a revistas, pero también publicó poesías y obras de teatro en papiamento (incluida la obra Juancho Picaflor en 1954, que fuera objeto de varios premios). 
En 1954 regresó a Surinam. Se incorporó como editor a la redacción de la revista literaria Tongoni (1958), en la cual se publica su historia De edelstenen van oom Brink (que posteriormente fuera incluida en la Antología de relatos de autores domésticos (1989), y poemas en los que experimenta con combinaciones en sranan y saramacano. A partir de 1957, trabajó en Curacao por diez años, y luego, por dos años, en México, donde desempeñó tareas culturales para la embajada de los Países Bajos. En 1969 regresa a Surinam, pero en 1973 partió desilusionado con su país. En 1974 fallece en Guadalajara, México, a causa de un ataque cardíaco. 
Su obra póstuma Verworpen vaderland (1979) es una denuncia pública de la corrupción que hay en su tierra nativa (un fragmento del mismo fue incluido en 1999 en la recopilación Mama Sranan; 200 jaar Surinaamse verhaalkunst). Sus poemas, en su mayoría publicados bajo el nombre de Marcel de Bruin, fueron publicados en forma dispersa, incluido la recopilación póstuma Tide tamara. En forma póstuma fue publicado el relato para niños Francisco en de zwaluw (1997).